# سیارک ۴۶۶۱
سیارک ۴۶۶۱ (به انگلیسی: 4661 Yebes، نامگذاری:1982WM) چهار هزار و ششصد و شصت و یکمین سیارک کشف شده‌است که در ۱۷ نوامبر ۱۹۸۲ کشف شد.
قدر مطلق سیارک برابر ۱۳٫۰۰ است.